# Arcade plantaire profonde
L'arcade plantaire profonde (ou simplement arcade plantaire) est une anastomose artérielle du membre inférieur située dans le pied.

## Origine
L'arcade plantaire profonde est formée par l'anastomose en plein canal de l'artère plantaire latérale et de la branche terminale médiale de l'artère dorsale du pied : l'artère plantaire profonde.

## Trajet
L'arcade plantaire profonde passe sur la base des métatarsiens et sur l’extrémité postérieure des muscles interosseux plantaires.
Elle donne naissance aux quatre artères métatarsiennes plantaires.